# 신암항 (기장군)
신암항(新岩港)은 대한민국 부산광역시 기장군 기장읍에 있는 어항이다. 지방어항으로 지정하여 관리하고 있다. 시설관리자는 기장군수이다.

## 어항 구역
본 항의 어항 구역은 다음과 같다.
- 대변항 남단 경계에서 죽도 하북단 돌출부와 대안측 동남북단 돌출부를 각각 연결한 선내수역